# Flodaigh
Flodaigh é uma ilha da Escócia.